# Chersodromia milanchvalai
Chersodromia milanchvalai is een vliegensoort uit de familie van de Hybotidae. De wetenschappelijke naam van de soort is voor het eerst geldig gepubliceerd in 1973 door Beschovski.